# Leandro Silva Iglesias
Leandro Rodrigo Silva Iglesias (Nacido en Montevideo, Uruguay, el 13 de marzo de 1987). Es un futbolista profesional uruguayo, se desempeña en el terreno de juego como mediocampista ofensivo y delantero. Su actual equipo es el Universidad O&M FC de la Liga Dominicana de Fútbol. 

## Clubes
| Club               | País                 | Año           |
| ------------------ | -------------------- | ------------- |
| River Plate        | Uruguay              | 2005          |
| River Plate B      | Uruguay              | 2005 - 2006   |
| River Plate        | Uruguay              | 2006 - 2008   |
| Tacuarembó FC      | Uruguay              | 2008 - 2009   |
| River Plate        | Uruguay              | 2009 - 2011   |
| Bella Vista        | Uruguay              | 2011 - 2012   |
| Cartaginés         | Costa Rica           | 2013-2014     |
| Universidad O&M FC | República Dominicana | 2015-presente |